# Newaygo County
Newaygo County är ett administrativt område i delstaten Michigan, USA. År 2010 hade countyt 48 460 invånare. Den administrativa huvudorten (county seat) är White Cloud.

## Geografi
Enligt United States Census Bureau har countyt en total area på 2 231 km². 2 181 km² av den arean är land och 49 km² är vatten.

### Angränsande countyn
- Lake County - norr
- Mecosta County - öst
- Montcalm County - öst
- Kent County - sydost
- Muskegon County - sydväst
- Oceana County - väst

### Orter
- Fremont
- Grant
- Hesperia (delvis i Oceana County)
- Newaygo
- White Cloud (huvudort)